# Federal Emergency Relief Administration
Federal Emergency Relief Administration (FERA) var navnet på et amerikansk hjælpeprogram som præsident Franklin D. Roosevelts regering etablerede. Det lignede beskæftigelsesprogrammet i Reconstruction Finance Corporation (RFC), der blev etableret af præsident Herbert Hoover og den amerikanske Kongres i 1932. Det blev etableret som en del af Federal Emergency Relief Act.
Loven var en første direkte nødhjælps operationer under New Deal, og blev ledet af Harry Hopkins, en socialarbejder fra New York, som var en af Franklin D. Roosevelts indflydelsesrige rådgivere. Hopkins var tilhænger af nødhjælps programmer, som lagde vægt på arbejde og at FERA's hovedmål var at afhjælpe arbejdsløshed blandt voksne. For at nå dette mål gav FERA statslig hjælp til den arbejdsløse og dennes familie. Fra begyndelsen i maj 1933 og til det lukkede i december 1935 lod FERA $3,1 mia. tilgå lokale beskæftigelsesprojekter og overgangsprogrammer. FERA skaffede arbejde til over 20 mio. mennesker og udviklede faciliteter på offentlige arealer over hele landet. Stillet overfor vedvarende høj arbejdsløshed og bekymringer for befolkningens velfærd i den kommende vinter 1933-34 etablerede FERA Civil Works Administration (CWA) som et kort-tids tiltag til $400 mio. for at få folk i arbejde. Federal Emergency Relief Administration ophørte i 1935 og dens arbejde blev overtaget af WPA og Social Security Board.